# Petit Vignemale
O Petit Vignemale é um cume dos Pirenéus franceses do maciço do Vignemale, acessível pelo vale de Gaube (a sul e acima de Cauterets) e pelo vale de Ossoue. A sua altitude é de 3 032 metros.
Situa-se na região de Sul-Pirenéus, departamento dos Altos Pirenéus, junto às comunas de Cauterets e de Gavarnie. Integra o Parque Nacional dos Pirenéus. Foi escalado pela primeira vez em agosto de 1798 por La Baumelle.[carece de fontes?]
Em termos geológicos, o cume é composto por calcários maciços que datam do Pragiano-Emsiano, que afloram na vertente oriental (lado francês) do maciço do Vignemale.